# Iglesia de Santo Domingo (Cuéllar)

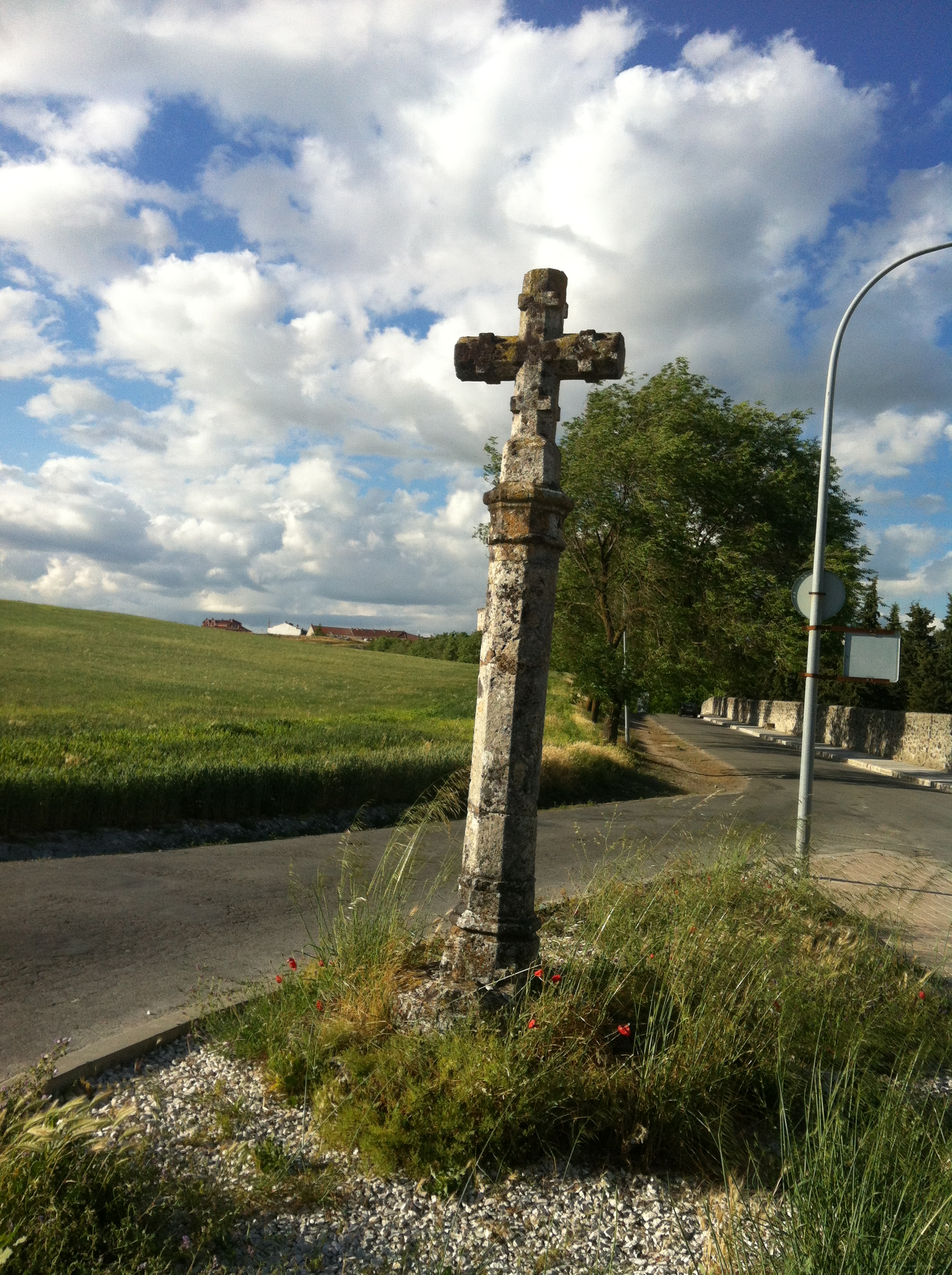
Cruz de Santo Domingo, que recuerda el lugar donde se ubicaba la iglesia.

La iglesia de Santo Domingo fue un templo de culto católico bajo la advocación de Santo Domingo ubicado en la villa segoviana de Cuéllar (Castilla y León). 
Debió surgir hacia el siglo XII, y formaría parte del amplio conjunto de arquitectura mudéjar de Cuéllar. La primera noticia del templo data del año 1359, en un documento conservado en el Archivo Parroquial de Cuéllar. Estaba situada en denominado camino de Santo Domingo, que discurre por la parte posterior del castillo de Cuéllar (por la parte del Torreón de Santo Domingo), y su ubicación está señalada con una cruz de piedra que recibe la misma denominación.
Aún existía en el año 1701, siendo aneja de la iglesia de San Martín. Hasta ella llegaba la tradicional procesión de San Isidro, que partiendo de la iglesia de Santa María de la Cuesta, en la actualidad continúa llegando hasta la Cruz de Santo Domingo.